# Sultant' a mia
Sultante 'a mia è un singolo del rapper italiano Rocco Hunt, pubblicato il 3 giugno 2020 come primo estratto dal quinto album in studio Rivoluzione.

## Descrizione
Il brano nasce come regalo ai fan sulla rete sociale, ricevendo un'accoglienza da questi ultimi, che lo hanno potuto ascoltare in anteprima.

## Tracce
Testi di Rocco Pagliarulo, musiche di Valerio Passeri.
1. Sultante 'a mia – 2:28

## Classifiche
| Classifica (2020) | Posizione massima |
| ----------------- | ----------------- |
| Italia            | 41                |